# Onze-Lieve-Vrouw van de Vredekapel (Zwevegem)

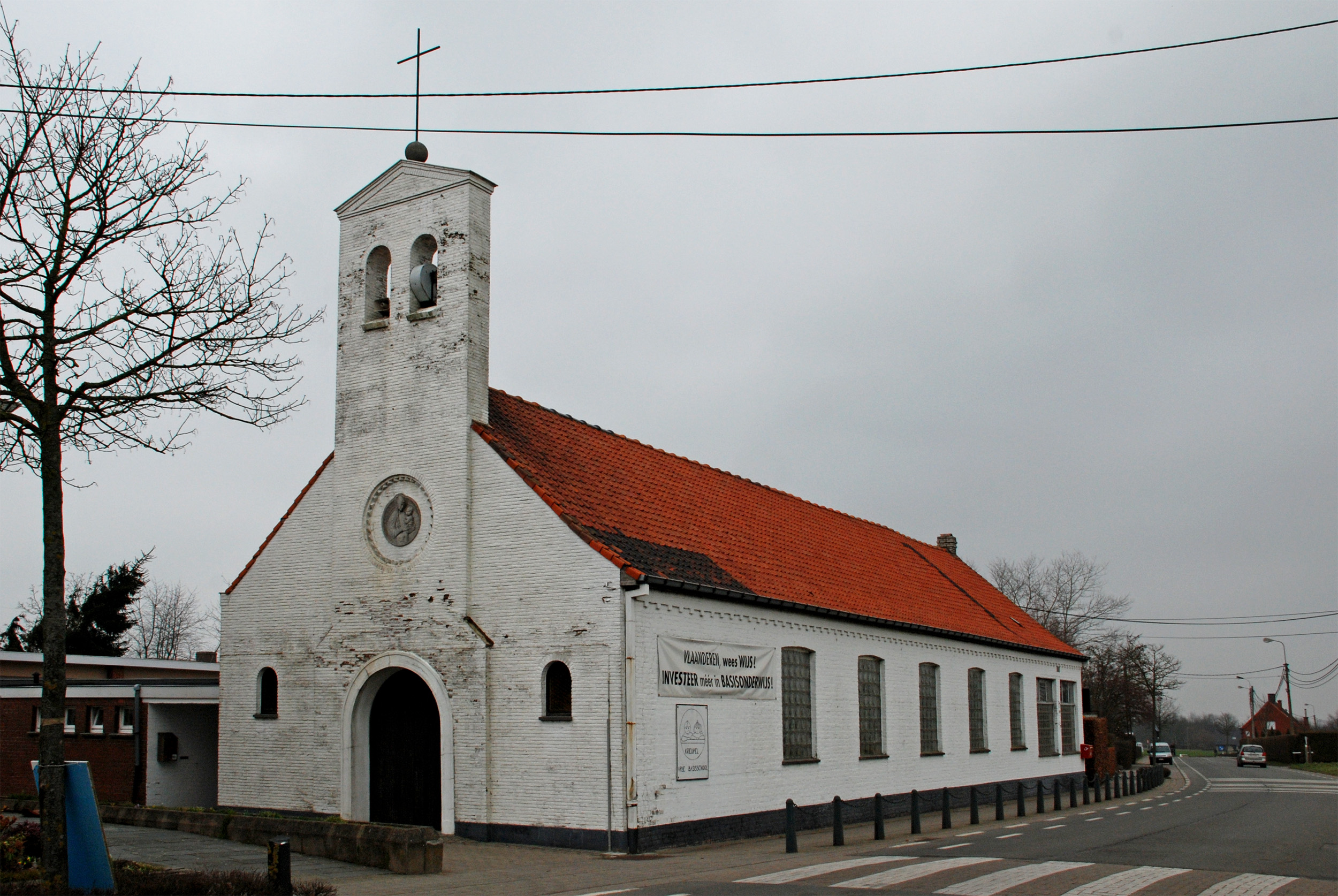
Onze-Lieve-Vrouw van de Vredekerk

De Onze-Lieve-Vrouw van de Vredekapel is een hulpkerk in het tot de West-Vlaamse plaats Zwevegem behorende gehucht Kreupel.
Deze kapel werd in 1905 gebouwd als lagere school. Na de Tweede Wereldoorlog werden de klaslokalen gebruikt om kerkdiensten in te houden en in 1965 werden, naar ontwerp van Frits Matton, een aantal klaslokalen verbouwd zodat er een kerkruimte ontstond, welke plaats biedt aan 200 gelovigen. Nog twee klaslokalen bleven als zodanig in gebruik.
Het witgeschilderde gebouw kreeg een portaal en een klokkengevel, voorzien van driehoekig fronton en kruis.